# Jacques Bony
Pour les articles homonymes, voir Bony (homonymie).
 (mars 2022).
Jacques Bony, né le 26 avril 1918 à Alençon (Orne) et mort à Paris le 9 juillet 2003, est un artiste français qui s'est illustré en tant que peintre-verrier.

## Biographie
Son père, Henri Bony, est professeur d'histoire au lycée Montesquieu au Mans, ville où il meurt de maladie quand Jacques est encore un nourrisson. Sa veuve Marie emmène alors ses quatre enfants (Jean, Paul, Pierre et Jacques) pupilles de la Nation, à Paris où ils font leurs études. 
Il fréquente les lycées Henri-IV et Louis-Le-Grand, puis prépare l'École des chartes. Licencié ès-lettres classiques en 1943, il suit les cours de l'école des arts décoratifs (1943-1944).
Son frère Paul est entré dès 1934 dans l'atelier de vitraux fondé rue Jean-Ferrandi à Paris par Jean Hébert-Stevens et sa femme Pauline Peugniez, dont lui et son frère épouseront les filles Adeline et Geneviève († 2016). À la fin des années 1930, en compagnie de son frère Paul, Jacques fait ses premières peintures à l'huile dans les parages de Flamanville (Manche) et d'Alençon.
Passionné de théâtre, Jacques Bony entre en 1941 au groupe de théâtre antique de la Sorbonne, (dirigé par Jean Ritz[Qui ?]) où il crée le décor d'Antigone (Sophocle) et joue Plaute et Eschyle dont il retiendra le rôle du coryphée dans Les Perses jusqu'à la fin de ses jours.
En 1943, son frère Paul et sa belle-sœur Adeline lui demandent de les aider pour la restauration des vitraux de l'église Saint-Pierre de Roye (Somme), réalisés par Jean Hébert-Stevens et Pauline Peugniez entre 1934 et 1939, et endommagés par la guerre.
Il commence à travailler en 1944 comme contractuel délégué au recensement des monuments de France pour le département de la Manche. Il développe alors des aptitudes à la photographie qu'il concrétise ensuite par des séries de recherches photographiques à Paris et en Bretagne. 

C'est aussi, en cette année 1944 qu'il réalise son premier vitrail, une nativité qui sera exposée au Salon d'Automne de la Libération sous le nom «Noël». Il est ainsi sociétaire du Salon d'Automne.
Après guerre, dans le diocèse de Besançon, le chanoine Lucien Ledeur, avec le soutien de François Mathey, souhaite s'adresser à des « peintres ayant le sens de l'ampleur décorative » pour « rajeunir » des intérieurs d'églises. Ainsi, ils font appel à Jacques Bony pour repeindre de couleurs chantantes une quinzaine d'églises du XVIIIe siècle en Franche-Comté. C'est encore dans cette région en 1947 qu'il réalise trois premiers vitraux de l'église de Saint-Dizier-l'Évêque (Territoire de Belfort).
Si Jacques Bony est très à l'aise dans la réalisation d'œuvres monumentales, il affectionnait aussi les petits formats. Ainsi il faisait souvent des tout petits vitraux, qu'il appelait des « vitraux d'appartement », constitués de deux ou trois couches de verres plaqués, gravés à  l'acide et agrémentés de grisailles et de jaune à l'argent. François Mathey, alors à l'Inspection générale des monuments historiques, avait été séduit par ces réalisations et lui en avait acheté deux. 
Le 26 avril 1946, Jacques Bony épouse Geneviève Hébert-Stevens dans l'église Saint-Pierre de Nanteuil-le-Haudouin, mariage célébré par le père dominicain Marie-Alain Couturier (1897-1954), ami de la famille.
De 1949 à 1954, il est secrétaire de la revue L'Art sacré, dirigée par les pères dominicains Couturier et Pie Raymond Régamey et se retrouve en première ligne du combat pour l'ouverture de la commande d'art sacré à des artistes modernes (Ronchamp, Assy, Audincourt, Vence, Les Bréseux…).
En 1953, François Mathey et le chanoine Lucien Ledeur (les mêmes qui avaient porté en 1950 le projet de la chapelle de Ronchamp par Le Corbusier), obtiennent pour Jacques Bony la réalisation d'un vitrail pour le baptistère de l'église Saint-Désiré de Choye en Haute-Saône. Cette fenêtre, non figurative, est exposée au Salon d'art sacré. À son propos, André Chastel écrit « …la pièce la plus intéressante est la verrière claire et calmement découpée de J. Bony, sur le thème du baptême ». Également exposé à la Galerie du Bac, ce vitrail sera signalé par la revue Cimaise. Et pourtant le curé de Choye refuse ce vitrail : « Mes paroissiens n'accepteraient jamais que je fasse cette dépense pour un vitrail moderne ».
Comme l'écrit Philippe Dagen, critique d'art, à propos de Jacques Bony :« Son nom et son œuvre sont liés à la question délicate de l'art sacré et de ses relations avec l'art moderne au XXe siècle. »
« Le style de Jacques Bony - poursuit Dagen – d'un modernisme tempéré, se fonde sur un équilibre entre une stylisation cubisante qui s'approche de l'abstraction et le maintien de repères figuratifs, qu'il juge nécessaires à la compréhension des fidèles. »

En 1968, Jacques Bony reçoit la commande de réalisation des vitraux de l'église de l'Immaculée-Conception de Boulogne-Billancourt. Il partage cette réalisation avec son frère Paul. L'ensemble est essentiellement abstrait mais, pour le vitrail de la tribune, il réalise une Vierge à l'Enfant. Jamais un vitrail ne l'aura autant motivé : il fera une centaine d'esquisses pour ce vitrail.
Après la disparition de son frère Paul en 1982, et de sa belle-sœur Adeline Hébert-Stevens en 1998, Jacques Bony prend la succession de l'Atelier avec sa fille Dominique Bogros. Souvent avec son aide, il réalise des vitraux à partir de maquettes de peintres : Jean-Baptiste Ambroselli, Bernard-Marie Lauté, Pierre Lafoucrière.
En 1982, le ministère de la Culture confie au peintre Jean Bazaine la réalisation des vitraux de la cathédrale Saint-Dié de Saint-Dié-des-Vosges. L'artiste s'entoure de peintres avec lesquels il se sent en affinité, pour réaliser une œuvre collective. Il demande à Jacques Bony de réaliser les 6 baies romanes des bas-côtés sud, ainsi que les vitraux dessinés par Geneviève Asse et Elvire Jan.
Jacques Bony perpétue ainsi l'esprit de l'Atelier voulu par Jean Hébert-Stevens en poursuivant la même ligne d'ouverture à la peinture contemporaine.
Cependant, comme il l'a écrit, « voulant éviter l'écueil de réalisations trop exclusivement décoratives, il s'adonne à la peinture (pastels, gouaches, huiles) sorte de contrepoint nécessaire au vitrail, pour remonter aux sources de la lumière et du rythme ». Les paysages parisiens (bords de Seine) et bretons (La Turballe, Lérat, Piriac, Le Croisic…) sont « ses motifs de prédilection ».

## Réalisations
Entre 1944 et 1994, Jacques Bony réalise de nombreux vitraux soit pour les monuments historiques, soit pour des églises reconstruites après-guerre :
- 1947 Payns (Aube) : verrière ayant pour thème l'Assomption de la Vierge[19] ;
- 1948 Saint-Dizier-l'Évêque (Territoire de Belfort) ;
- 1948-1958-1971 église Saint-Germain-d'Auxerre de Noisy-sur-Oise ;
- 1950 Jurques (Calvados)[20], Dingy-Saint-Clair (Haute-Savoie)[21] ;
- 1951 Aunay-sur-Odon (Calvados)[22] ; église de l'Assomption de Noidans-lès-Vesoul ; Rozelay (Saône-et-Loire), église Notre-Dame-de-Toutes-Grâces (cité ouvrière, à cheval sur Ciry-le-Noble) ;
- 1952-57-75-76, collégiale Notre-Dame de Vernon (Eure), spécialement la verrière dédiée à sainte Geneviève et saint Jacques (1976);
- 1953 Breuville (Manche), église Saint-Pierre[23] ; Choye (Haute-Saône)[24] ;
- 1954 Larré (Orne), église Saint-Pierre[25] ;
- 1955 Pontarion (Creuse), église Saint-Blaise : vitrail de la Passion[26]  ;
- 1955-1956 église Saint-Nicolas de Vernonnet (Eure)[27] ;
- 1956 Cathédrale Notre-Dame-de-l'Annonciation de Moulins (Allier), Échauffour (Orne)[28], Pont-l'Évêque (Calvados) ; Rozelay (Saône-et-Loire) ;
- 1957 Brest (Finistère), église Saint-Louis ;
- 1956-1964 Ploërmel (Morbihan), église Saint-Armel, restauration[29] ;
- 1958 Le Relecq-Kerhuon (Finistère);
- 1958-1959 Couvent des Dominicains de Rouen ;
- 1960-1970 Le Conquet (Finistère), église Sainte-Croix ;
- 1960-1964 Rouxeville (Manche), église Saint-Martin[30] ;
- 1963 Buxerolles, Le Planty, église Notre-Dame de l'Annonciation, vitraux du chœur[31],[32] ;
- 1964 Belleville-sur-Saône[réf. nécessaire] ;
- 1965 Église Saint-Epvre de Contrexéville ;
- 1968 Boulogne-Billancourt (Hauts-de-Seine) ;
- 1973 Dignonville[33] ;
- 1979-1980 Gisors[34] (Eure) ;
- 1982 Larchamp, église Notre-Dame[35] ;
- 1986 Cathédrale de Saint-Dié-des-Vosges (Vosges) ;
- 1992 Sermaise (Essonne), église Notre-Dame de la Nativité-de-la-Vierge[réf. nécessaire] ;
- 1994-1995 Tourny, église Notre-Dame[36],[37] (Eure); en outre restauration d'un vitrail du verrier Charles Simon (Rouen).

## Expositions
De 1942 à 1945, il expose des peintures au Salon des moins de 30 ans.
Il a des vitraux exposés au Salon d'Automne (1944 à 1951), au Salon d'Art sacré (1950 à 1956), à la Galerie du Bac (1954), au musée national de l'Art occidental de Tokyo (1960), au musée d'Art et d'Histoire de Melun (1986-1987).
Il participe à de nombreux salons et expositions à Paris, Le Touquet, Chartres, Rome ou Tokyo.
En 1978, François Mathey écrit dans le catalogue de l'exposition de peintures de Jacques Bony à la galerie d'art international[Où ?] :

« Le Mouvement des eaux, des ciels, le rythme des arbres, le pelage des pierres procèdent chez lui de cet accord parfait entre le peintre et cette intelligence instinctive qu'il a de la nature, à ce point que la ville, pourtant formellement identifiée renaît sous les aspects du village primitif que le temps n'a pas encore aboli. Est-ce tellement dérisoire, maintenant encore, d'admettre que ses gouaches naïvement, d'après nature sont l'aboutissement d'une émotion, l'incarnation de sa sensibilité ? »

— François Mathey
Jacques Bony écrit en 1981[Où ?] :

« Ce qu'est le vitrail, on le retrouve dans les êtres : ce jeu de transparences et d'opacités, d'élans et de ruptures, et la musique qui nait de leurs rapports. Le style est l'homme même. Cette équation, impossible d'y échapper : on ne fait jamais que ce qu'on est. Encore faut-il combler sa mesure, en s'efforçant de se dépasser. Feu de passion, illumination qui nous guide. Là aussi, le plus fragile est le plus vivant, et l'instant côtoie l'éternité (1955). Tout cela est bien lyrique, et correspond à une époque où l'on croyait encore (où l'on espérait du moins) que la création pouvait avoir la meilleure part dans le métier de verrier. Illusions perdues : depuis quelques années plus que jamais ceux qui décident ont tendance à privilégier l'habileté aux dépens de la création, d'où cet engouement pour les vitraux de la fin du XIXe siècle (où selon la formule, il y a 99 pour cent de transpiration contre 1 pour cent d'inspiration) et une grande confusion dans l'appréciation des œuvres »

— Jacques Bony
En 2017, le musée du verre de Conches-en-Ouche organise une grande rétrospective sur l'Atelier Hébert-Stevens Rinuy Bony. Plusieurs vitraux de Jacques Bony y sont exposés, dont la Nativité (1944), le vitrail du Baptême (Choye, 1953) et des vitraux d'appartement. Devant la réussite de cette exposition, les descendants de Jacques Bony décident de confier à ce musée les archives de Jacques Bony concernant son travail de peintre-verrier et d'y déposer les vitraux précités de la Nativité et du Baptême.

## Distinctions
Jacques Bony a été décoré chevalier des Arts et des Lettres[Quand ?][réf. nécessaire].

## Écrits
- Levaillant Françoise, Françoise Perrot, Centre International du Vitrail, Chartres, avec la participation de Jacques Bony: Le vitrail français contemporain : Lyon, La Manufacture, 1984. 174 p., 73 ill. coul., vol. 74, coll. « Revue de l'Art », 1986 (présentation en ligne), p. 77.

### Films et vidéos
- 1976 : Vernon (Super8)
- 1992 : Saint-Dié (vidéo)
- 2012 : La Vierge de Boulogne (vidéo)